# Noirs Scalpels
Noirs Scalpels est un recueil de vingt nouvelles à tonalité de science-fiction, de fantastique, de littérature policière ou d'horreur, parfois humoristiques, écrites par des auteurs français ou francophones.
Le recueil a été réalisé sous la direction de Martin Winckler, lui-même médecin et écrivain, auteur du roman La Maladie de Sachs.
Comportant 352 pages, l'ouvrage est paru en juin 2005 aux éditions Le Cherche midi, collection NéO.

## Extrait de la préface
Une préface de huit pages présente le recueil. Rédigée par Martin Winckler, elle a pour titre « Diagnostic : Meurtre ».
« (…) Humoristiques, intimistes, fantastiques, historiques, ironiques ou nostalgiques, les nouvelles publiées dans ces pages sont d'une grande diversité — tant par leur ton que par les points de vue auxquels elles ont recours et les surprises qu'elles ménagent au lecteur (…) ; mais chacun à sa manière les auteurs démontrent avec éclat que, pour écrire une excellente nouvelle fantastique ou policière traitant des médecins et du crime, il n'est pas du tout indispensable d'avoir fait des études de médecine (trois seulement des vingt auteurs sont médecins), d'être spécialiste du domaine policier (la plupart ne le sont pas), d'être un écrivain estampillé (deux d'entre eux publient ici leur premier texte de fiction) ni, bien sûr, d'être un homme (un tiers des auteurs sont de sexe féminin), ni même évidemment d'écrire en anglais. Pour écrire une bonne nouvelle criminelle médicale, il faut et il suffit d'avoir envie de tuer quelqu'un. Or les gens qui — littérairement, sinon littéralement — sont à tuer ne manquent pas. Parfois, juste retour des choses, on peut même se laisser aller à tuer un médecin ! »
— Extrait de la préface (quatre dernières phrases)

## Liste des nouvelles
Les résumés qui suivent indiquent les chutes et révélations finales des récits.

### Mauvaise Nouvelle
- Auteur : Pierre Bordage
- Place dans l'anthologie : pages 15 à 27.
- « Publications de la nouvelle » sur le site NooSFere
- Remarque : la nouvelle a aussi été publiée dans le recueil Dernières nouvelles de la Terre... (2010)
- Résumé : Une femme médecin vient s'installer dans le village, reprenant la clientèle du Dr Hébert qui prend sa retraite. Très vite les habitants du village prennent l'habitude de consulter cette jeune femme, d'autant plus aisément qu'elle est très compétente. Le personnage principal du récit se rend à son tour chez la médecin. À la suite d'un examen médical de routine, elle détecte les signes évidents d'un cancer : les métastases du cancer de la prostate sont là et il s'agit de soigner le patient le plus rapidement et le plus efficacement possible. Elle lui fait signer un protocole médical et lui fait débuter un lourd traitement à base d'injections de produits pharmaceutiques. Au bout de quelques jours, il est « sonné » par le traitement de cheval qu'elle lui administre, au point qu'il ne parvient plus à bouger, à parler ou à quitter son lit. Il réussit à lui téléphoner pour qu'elle vienne l'examiner à domicile. Elle se présente, et révèle à son patient qu'elle est l'une des multiples victimes de ses agissements pédophiles qu'il avait pratiqués vingt ans auparavant. Il l'avait violée pendant plusieurs jours. Par la suite, au fil des années elle avait tant bien que mal réussi à vaincre ses traumatismes psychiques et était devenue médecin. Elle a fait des recherches le concernant et l’a retrouvé. Maintenant elle va pouvoir se venger. En réalité il n'a pas de cancer, mais en revanche il est devenu, grâce aux médicaments qu'elle lui a administrés, totalement vulnérable et à sa merci. Il va désormais agoniser et son agonie, qui va durer plusieurs jours, va être longue et particulièrement douloureuse…

### Le Second Scalpel
- Auteur : Frédéric H. Fajardie
- Place dans l'anthologie : pages 29 à 41.
- « Publications de la nouvelle » sur le site NooSFere
- Résumé : Le récit se déroule durant la bataille d'Eylau (1807). Pierre-François Huntzinger, un chirurgien très compétent, passe des heures et des heures à opérer des dizaines de blessés. À un moment, on lui amène le colonel-comte Montignac-Breval, un officier supérieur qu'il déteste. Dix ans auparavant, l'homme avait, durant la campagne d'Italie, séduit une jeune italienne prénommée Carla et l'avait emmenée à Paris. Il l'avait « sexuellement prêtée » à des camarades militaires. La jeune femme s'était suicidée par pendaison. Montignac-Breval l'avait faite inhumer dans le carré des indigents. Huntzinger, qui avait été amoureux de Carla, l'avait sortie du carré des indigents et avait fait ériger une belle tombe en son honneur. Depuis, il portait ce souvenir comme un triste fardeau. Voilà qu'on lui amène l'homme qu'il déteste le plus au monde, et il faut qu'il le soigne. Et en plus Montignac-Breval n'est pas sérieusement blessé et les soins s'avèrent simples ! Soudain, il a une idée. Il confie Montignac-Breval à un jeune chirurgien totalement incompétent, lequel, interrogé par Huntzinger, propose une amputation de la jambe (totalement inutile). Huntzinger dit à son collègue d'agir selon sa conscience, tandis que lui va s'occuper d'un capitaine ensanglanté. Montignac-Breval est donc amputé et meurt dans d'atroces souffrances. Huntzinger se dit qu'il a commis un meurtre, et que l’instrument de son crime est un chirurgien incompétent.

### Dépossessions
- Auteur : Ayerdhal
- Place dans l'anthologie : pages 43 à 57.
- « Publications de la nouvelle » sur le site NooSFere
- Résumé : Le narrateur est un homme qui, après un accident de la circulation, est tombé dans le coma et a été cryogénisé. Il évoque son accident, la mort de ses cinq accompagnants et expose que, bien qu'en mort cérébrale, il est demeuré conscient et entend tout ce qui se dit autour de lui. Ce narrateur se révèle être le président des États-Unis. Les monologues de son épouse, lorsqu'elle vient le voir près du caisson de biostase, lui apprennent qu'elle a des ambitions politiques personnelles. Mais le monologue de son vice-président qui vient se recueillir lui apprend que son accident de la route n'était pas fortuit, qu'il avait été prémédité, et qu'il permet au vice-président d'être président alors qu'il n'aurait pu jamais l'être en temps normal. Le narrateur apprend aussi qu'une intervention médicale future destinée à le sortir de la cryogénisation va, « par mégarde », se dérouler de telle manière qu'il va mourir durant l'intervention.

### Vincent Moranne, réanimateur
- Auteur : Christian Lehmann
- Place dans l'anthologie : pages 59 à 72.
- « Publications de la nouvelle » sur le site NooSFere
- Résumé : Le narrateur s'appelle Christian Lehmann et commence son récit par un rappel de la nouvelle Herbert West, réanimateur de Lovecraft. Il explique comment, alors qu'il était jeune interne en hôpital, il a rencontré Vincent Moranne, médecin réanimateur. Ce médecin était un excellent réanimateur (il sauvait plus de patients que tous les autres médecins réunis) et il semblait que les « merdes médicales » surgissent toujours quand il était de garde. Le narrateur comprit au fil des mois que Vincent Moranne n'était pas un réanimateur comme les autres et qu'il semblait « choisir » qui devait vivre ou mourir. Ceux qui étaient au bout du rouleau mouraient toujours, et ceux qui méritaient de vivre survivaient. Une autre chose étrange : Vincent Moranne semblait ne pas vieillir, être hors du temps et immortel. Lorsque Moranne est mort, le narrateur a pris sa place au service de réanimation, et lui aussi s'est mis à ne plus vieillir...

### Ne dites jamais 33
- Auteur : René Reouven
- Place dans l'anthologie : pages 73 à 86.
- « Publications de la nouvelle » sur le site NooSFere
- Remarque :
- Résumé :

### La Dernière Aventure
- Auteur : Martin Winckler
- Place dans l'anthologie : pages 87 à 115.
- « Publications de la nouvelle » sur le site NooSFere
- Remarque :
- Résumé :

### Invasive Évasion
- Auteur : Joëlle Wintrebert
- Place dans l'anthologie : pages 117 à 129.
- « Publications de la nouvelle » sur le site NooSFere
- Remarque :
- Résumé :

### J'irai comme un cheval mort
- Auteur : Michel de Pracontal
- Place dans l'anthologie : pages 131 à 142.
- « Publications de la nouvelle » sur le site NooSFere
- Résumé : La nouvelle évoque la confrontation sportive, au cours des Jeux olympiques de Séoul de 1988, des athlètes Ben Johnson et Carl Lewis. Dans la réalité, Ben Johnson avait gagné la course du 100 mètres mais avait été peu après disqualifié pour dopage, la médaille d'or revenant à Carl Lewis. Dans la nouvelle, Carl Lewis se dope aussi pour être au même niveau que son concurrent. Par erreur, le médecin qui lui a donné les produits pharmaceutiques interdits lui a donné les mêmes que ceux utilisés par Ben Johnson. Un parrain de la mafia ordonne donc au médecin de faire en sorte que Carl Lewis ne gagne pas la course : des millions de dollars de paris auprès des bookmakers sont en jeu…
- Article connexe : Dopage aux Jeux olympiques

### Une drôle de tête
- Auteur : François Rivière
- Place dans l'anthologie : pages 143 à 152.
- « Publications de la nouvelle » sur le site NooSFere
- Résumé : Début du XIXe siècle, en Allemagne ou en Suisse. Une jeune femme Anglaise va rencontrer le Dr Karsellus. Elle est passionnée par les recherches anatomiques de cet étrange médecin. Celui-ci se livre à de mystérieuses recherches : il tente de greffer des jambes de personnes mortes sur des personnes vivantes. Alors qu'elle assiste à ses dissections, le médecin, soumis à une pulsion sexuelle incontrôlée, tenter de la violer. Elle se débat, s'empare d'une hache médicale et lui tranche la tête ! Puis elle fait disparaître le corps et quitte les lieux. Elle rentre en Angleterre. La jeune Anglaise est Mary Shelley, et la triste expérience qu'elle a récemment vécue lui donnera l'idée d'écrire Frankenstein.

### Le Serrement d'Hippocrate
- Auteur : Jérôme Leroy
- Place dans l'anthologie : pages 153 à 165
- « Publications de la nouvelle » sur le site NooSFere
- Remarque :
- Résumé :

### Sourde Oreille
- Auteur : Chantal Pelletier
- Place dans l'anthologie : pages 167 à 175
- « Publications de la nouvelle » sur le site NooSFere
- Remarque :
- Résumé :

### Retraite anticipée
- Auteur : Lalie Walker
- Place dans l'anthologie : pages 177 à 190
- « Publications de la nouvelle » sur le site NooSFere
- Remarque :
- Résumé :

### Le Chirurgien d'Al-Qaida
- Auteur : Claude Godfryd[4]
- Place dans l'anthologie : pages 191 à 212.
- « Publications de la nouvelle » sur le site NooSFere
- Résumé : Pour se venger de sa sœur qui a été violée par Abdul Ibn Sah, un haut responsable pakistanais de la sécurité, le Dr Ali Al-Waffizi, chirurgien plastique, se met au service de Ben Laden et d'Al Qaïda. En 2004, il soumet à Ben Laden un plan audacieux pour ridiculiser les Américains et pour assouvir sa vengeance personnelle. Il s'agit d'enlever Abdul Ibn Sah et de lui donner la tête de George W. Bush. Ensuite, on le forcera à attaquer avec armes et explosifs la Maison-Blanche, devant les caméras de CNN…

### Ma petite gymnote ou «Il est minuit, docteur Chauvier»
- Auteur : Nicolas d'Estienne d'Orves
- Place dans l'anthologie : pages 213 à 229
- « Publications de la nouvelle » sur le site NooSFere
- Remarque :
- Résumé :

### La Chouette en plein jour
- Auteur : Olivier Delcroix
- Place dans l'anthologie : pages 231 à 246
- « Publications de la nouvelle » sur le site NooSFere
- Remarque :
- Résumé :

### Cicatrices
- Auteur : Daniel Walther
- Place dans l'anthologie : pages 247 à 262
- « Publications de la nouvelle » sur le site NooSFere
- Remarque :
- Résumé :

### Les Œufs de Parque
- Auteur : Chantal Montellier
- Place dans l'anthologie : pages 263 à 274
- « Publications de la nouvelle » sur le site NooSFere
- Remarque :
- Résumé :

### Sœur de ma désolation
- Auteur : Stéphanie Janicot
- Place dans l'anthologie : pages 275 à 283
- « Publications de la nouvelle » sur le site NooSFere
- Remarque :
- Résumé :

### Bombe Chelle
- Auteur : Marie Raspberry[5]
- Place dans l'anthologie : pages 285 à 302
- « Publications de la nouvelle » sur le site NooSFere
- Remarque :
- Résumé :

### Bienvenue au club
- Auteur : Bruno Schnebert[6]
- Place dans l'anthologie : pages 303 à 321
- « Publications de la nouvelle » sur le site NooSFere
- Résumé : Le narrateur est un cardiologue, arrogant, méprisant, imbu de sa personne, considérant ses patients comme des clients et des vaches à lait. Il apprend la parution récente d'un ouvrage à la mode, La Maladie de Sachs, écrit par un certain Martin Winckler. Sa mère lui ayant offert l'ouvrage, il le parcourt mais ne l'aime pas, trouvant son auteur trop idéaliste, épris de justice sociale et d'altruisme peu pertinent. Le voyant à la télévision, il se souvient de lui : ils s'étaient croisés durant leurs études ! Il se souvient de ce collègue mièvre et donneur de leçons. Il retrouve son adresse, le guette, puis l'agresse à coups de club de golf…

### Dictionnaire des auteurs
L'ouvrage contient un dictionnaire des auteurs (pages 323 à 333).

### Postface:Les Médecins et le Crime
L'ouvrage contient une liste d'ouvrages, de films ou de séries télévisées qui mettent en lien les médecins ou l'exercice de la médecine avec des criminels ou des activités criminelles (pages 334 à 341).